# Kwaksmölle
De Kwaksmölle of De Haan is een molenromp die sinds 1975 in gebruik is als sociaal cultureel centrum. Het is een rijksmonument in het Gelderse Varsseveld in de gemeente Oude IJsselstreek Nederland.

## Geschiedenis
Omstreeks 1820 werd door Laurens Colenbrander een houten standerdmolen gebouwd genaamd "De Haan". In 1858 is Gerrit Kwak eigenaar van de molen. Op 28 januari brandt deze molen af, waarschijnlijk door een kachel. De molen bleek goed verzekerd, er werd meteen een nieuwe (ditmaal stenen) beltmolen, een ronde bovenkruier met een buitenkruier gebouwd welke in 1859 voor het eerst draaide. De nieuwe molen staat bekend als Kwaksmölle. Tijdens de bevrijding raakte de molen beschadigd, een storm in 1945 deed de rest. Vanaf dat jaar wordt uitsluitend met behulp van een petroleummotor gemalen. In 1951 werd tijdens de Koude Oorlog het binnenwerk verwijderd en kreeg de molenromp een nieuwe bestemming als opslagplaats en luchtwachttoren. Voor deze taak werd boven op de molen een borstwering gemetseld met een afdak  zodat de wachters droog zaten als zij hun vliegtuigwaarnemingen noteerden.  
Halverwege de jaren '60 van de 20e eeuw werd de molen verkocht aan de gemeente Wisch. In 1975 werd de romp uitgebreid met een lage uitbouw en verbouwd tot een sociaal cultureel centrum. De aanbouw valt buiten de waardering van rijksmonument.